# Polonia agli VIII Giochi olimpici invernali
La Polonia partecipò agli VIII Giochi olimpici invernali, svoltisi a Squaw Valley, Stati Uniti, dal 18 al 28 febbraio 1960, con una delegazione di 13 atleti impegnati in quattro discipline.

## Medagliere

### Per discipline
| Sport                   | Oro | Argento | Bronzo | Totale |
| ----------------------- | --- | ------- | ------ | ------ |
| Pattinaggio di velocità | 0   | 1       | 1      | 2      |
| Totale                  | 0   | 1       | 1      | 2      |

### Medaglie
| Medaglia | Atleta             | Sport                   | Evento           |
| -------- | ------------------ | ----------------------- | ---------------- |
| Argento  | Elwira Seroczyńska | Pattinaggio di velocità | 1500 m femminile |
| Bronzo   | Helena Pilejczyk   | Pattinaggio di velocità | 1500 m femminile |